# Consonant interdental
Una consonant interdental (o simplement interdental en l'àmbit de la fonètica) és aquella consonant que s'articula amb la punta de la llengua entre les dents incisives superiors i les inferiors.
En català, no existeixen sons interdentals. Els sons interdentals més coneguts en pronunciar mots en altres llengües són:
- fricativa interdental sorda (AFI [θ]), com al primer so de les paraules del castellà Zapato, de l'anglès Thing, o del grec modern Θεσσαλονίκη.
- fricativa interdental sonora (AFI [ð]), com al primer so de la paraula de l'ang

lès That.
Hi ha persones que en català, per la seva fisiologia bucal, pronuncien les “s” i les “z” com si fossin interdentals. En llenguatge popular se’n diu “parlar papissot”, “papissotejar” o “parlar zopez”.